# Guanábana (Cuba)
Guanábana es una localidad cubana del municipio de Matanzas, perteneciente a la provincia del mismo nombre.

## Historia
Hacia mediados del siglo XIX, el lugar tenía contabilizada una población de cien habitantes, de los que veintisiete eran esclavos. Aparece descrito en el segundo tomo del Diccionario geográfico, estadístico, histórico, de la isla de Cuba de Jacobo de la Pezuela con las siguientes palabras:

Guanabana. (caserio de la) Caserío poco distante al E. de la estacion de su nombre, donde se unen las dos líneas de los ferro-carriles de Matanzas y del Coliseo. Está situado en una pequeña llanura del antiguo hato de Canimar ó Caneymar, como á ¾ de legua de la orilla izquierda del rio del mismo nombre, entre el caserío de Canimar al E. N. E., el de la Cidra al S. S. O. y la ciudad de Matanzas á 2 leguas al N. O. Hasta hace pocos años era la única poblacion y cabeza del antiguo part.º á que daba su nombre, y recientemente se ha incorporado al de Guamacaro. Para el cuartel del piquete de guardia civil establecido en este punto, alquila la Real Hacienda una casa en 168 ps. fs. anuales. El Cuadro Estadístico de 1846 le daba 4 casas de mampostería, 7 de guano y 5 de madera; 2 tiendas mistas en ellas, y una poblacion de 64 blancos, 9 libres de color y 27 esclavos. J. de Matanzas.
(Pezuela, 1863, p. 463)

En la actualidad, pertenece al municipio de Matanzas. En el año 2002, según el Censo de Población y Viviendas, tenía 2868 habitantes.